# Адрієн Аркан
Áдрієн Аркáн (фр. Adrien Arcand; 3 жовтня 1899, Монреаль — 1 серпня 1967, Монреаль) — канадський політичний і громадський діяч фашистського спрямування, журналіст, публіцист, голова Партії національної єдності. Під час своєї політичної кар'єри проголосив себе канадським фюрером.

## Біографія
Адрієн Аркан народився 3 жовтня 1899 року в Монреалі, розташованому у франкомовному регіоні Квебек. Його батько, Нарцис Аркан, працював теслярем, займався профспілковою діяльністю і був переконаним лівим активістом, зокрема одним із засновників Робочої партії, яка була створена в Монреалі у 1899 році. Його мати, Марі-Анна Матьє, працювала директором школи, органістом та господарем каплиці. У сім'ї було дванадцять дітей, Адрієн був четвертим.
Адрієн Аркан здобув середню освіту в Коледжі Сен-Жан д'Ібервіль, Коледжі Сен-Станіслас та Коледжі Монреаль у Монреалі. Він отримав стандартну 8-річну освіту в коледжі з упором на французьку, латину, грецьку, релігію, математику, класику та історію Франції. Аркан планував вчитися на священика, але передумав, тому що «слабкість» зробила життя безшлюбності непривабливою для нього. Монреальський коледж управлявся ченцями-сульпіціанами, які активно діяли в Квебеку з XVII століття, і більшість цих сульпіціанів були з Франції. Самосприйняття квебекців тоді полягала у тому, що Квебек був останнім залишком католицької Франції часів Стародавнього режиму, з якою покінчила Французька революція, і освіту Аркана в католицьких школах підкреслювали монархістські і католицькі цінності.
Під час Першої світової війни його брат, майор Луї-Жорж Аркан, брав участь у бойових діях на фронті. Він воював у складі шотландського полку, зокрема, у Фландрії. Перебуваючи на театрі воєнних дій у Європі, він писав Адрієну листи. Разом зі своїм братом, який відчув жах окопів, Адрієн Аркан розробив полковий значок Шатогуей.

### Трудова діяльність
З 1920 року він заробляв на життя, працюючи журналістом у «La Patrie» (щоденна газета), «La Presse» та «Montreal Star», опановуючи англійську на рівні своєї рідної мови.
Зокрема, у 1923 році Аркан був зарахований резервістом в Шатогуейський полк Королівської канадської міліції, 63-й полк легкої піхоти. Незабаром він познайомився з усіма франко-канадськими офіцерами — як зі справжніми військовими, так і з «салонними розбійниками» в червоних туніках, прикрашених золотим поясом, і зі срібними свистками, про яких він згадував як про тямлячих спостерігачів через кілька років. Пізніше, у 1924 році, Адрієн Аркан отримав звання лейтенанта і став офіцером запасу.
В подальшому Аркан одружився з Івоньєрою Гіг'єрою з Квебеку 14 квітня 1925 року. У них народилося троє синів: Ів-Адрієн, Жан-Луї та П'єр.
Наприкінці 1920-х років він брав активну участь в організації католицьких профспілок і став президентом першої місцевої профспілки в газеті «La Presse». Його профспілкова діяльність призвела до того, що 1929 року його було звільнено. Пізніше Аркан заснував гумористичний і суперечливий тижневик «Le Goglu», перший номер якого вийшов 8 серпня 1929 року, майже весь зміст якого він написав, підписавшись «Еміль Гоглу».
Аркан створив «Le Goglu» разом з друкарем Жозефом Менаром, який хотів створити власну газету. На жаргоні «гоглу» означає людину, яка любить веселитися та сміятися, і «Le Goglu» належала до типу сатиричних газет, які були популярні в Квебеку на той час. По іншій версії французьке слово «Goglu» означає рисова птиця. Газета виходила в нижньому районі Монреаля, який Аркан описує як «місце, де є китайські гральні притони, негритянські халупи, греки, головорізи-слов'яни, болгарські грубіяни, східні бакалійники, нудотні палестинські ресторани, європейські покидьки з числа колишніх ув'язнених, імпортери діамантів з Чикаго та всілякі притони, де офіцери канадської міліції можуть потрапити за 50 центів». «Le Goglu» була успішною газетою, і до 1929 року Аркан зміг надрукувати газету в кольорі на 12 сторінках для різдвяного спецвипуску.
Основними рекламодавцями «Le Goglu» спочатку була відома монреальська сім'я Бронфман, яка рекламувала свої марки алкоголю, але припинила рекламу після того, як «Le Goglu» зайняла антисемітську позицію. У грудні 1929 року Аркан запустив сестринську газету для «Le Goglu», недільний тижневик «Le Miroir». У березні 1930 року Аркан запустив третю газету «Le Chameau», яка незабаром була закрита в 1931 році, оскільки була нерентабельною. У своїх тижневиках «Le Goglu», «Le Miroir», «Le Chameau», «Le Patriote», «Le Fasciste canadien» та «Le Combat national», які він видавав з 1929 по 1939 рік разом із друкарем Жозефом Менаром, Аркан засуджував ліберальні уряди, як у Квебеку, так і в Оттаві, зокрема асоціював їх із московськими «червоними», зневажав комуністів і негативно відгукувався про євреїв.

### Політична діяльність
Як і багато інших франко-канадських інтелектуалів того часу, Аркан відчував сильну ненависть до «безбожної» Франції, яка, на його думку, відмовилася від римського католицизму, залишивши Квебек як останній залишок «істинної» Франції, яка припинила своє існування в 1789 році. Аркану також глибоко не подобався егалітаризм французького республіканізму, він з огидою писав про те, як Жозефіна Бейкер, «найбагатша і найзнаменитіша негритянка» у Франції, стала мільйонером «після того, як показала свою дупу в „Фолі Бержер“». Для Аркана було неприйнятно, щоб хтось подібний до Бейкера розбагатів у той час, коли білі страждали від Великої депресії, яка, на його думку, зображала спотворений соціальний порядок. У травні 1930 року Аркан зустрівся з мільйонером, лідером консерваторів Річардом Беннетом, щоб попросити його про фінансову підтримку, в обмін на яку Аркан вестиме кампанію проти лібералів на майбутніх виборах. У листі Беннету від 22 травня 1930 Аркан попросив близько 15 000 доларів, в обмін на які він проведе, як він висловився, «наклепницьку кампанію» проти Маккензі Кінга, на що Беннет погодився. Аркан отримував таємні кошти від Консервативної партії на утримання своїх газет та агітацію за Беннета на федеральних виборах 1930 року. У редакційній статті в газеті «Le Goglu» Аркан назвав Маккензі Кінга разом із прем'єр-міністром Квебеку Ташро «двома запеклими смердячками». В іншій редакційній статті Аркан назвав Маккензі Кінга «ворогом народу». Основна лінія нападок Аркана полягала в тому, що Маккензі Кінг був людиною, яка не дбала про страждання, викликані Великою депресією, і, використовуючи свій відомий «континенталізм» як зброю, Аркан зобразив Кінга як друга американських мільярдерів. Враховуючи, що консерваторам було дуже важко завоювати місця у Французькій Канаді, 24 місця, виграні у Квебеку, були дивовижним досягненням, і Аркан у своїх листах Беннету швидко надав собі цю заслугу, стверджуючи, що без нього консерватори не отримали б жодного місця в Квебеку, як вони зазвичай робили.
Адрієн Аркан був надзвичайно засмучений наслідками Великої депресії для свого народу. Неодноразово, аналізуючи ситуацію, він висловлює особисте незадоволення, викликане тяжким становищем народу. Так, 14 лютого 1930 року у своїй редакційній статті він знову з жалем зазначає, наскільки «глибоке нещастя народу провінції (Квебеку)».
Опинившись перед першими муками кризи, він не став відразу ж оголошувати євреїв винними в чомусь відповідно до збоченої логіки «змови», яка згодом стане його власною. Навпаки, спочатку Аркан описує кризу як порушення рівноваги, природного, на його думку, між масою та капіталом. «Всюди безробіття, — пише він, — у сільській місцевості люди страждають. Усі думають про те, щоб покинути Батьківщину, яка видається невдячною. Тільки капітал процвітає, тільки він має вплив, тільки він царює, купуючи газети та лідерів для своєї справи. Нормальна рівновага між капіталом і масами порушена, це хаос, економічний безлад». Його засудження капіталу носить тотальний характер.
25 липня 1930 року він говорить про те, що нещастя все більше і більше обмежується франко-канадською національністю: «У Квебеку, на моїй батьківщині, я бачив розкрадений, експлуатований, що перебуває в рабстві, в злиднях, поранений і покалічений народ. Якщо хтось повинен страждати від нещасть і покинути свою домівку, то це французький канадець; якщо є безробітний, то це французький канадець»
Фігура Гітлера також стала дуже помітною на сторінках «Le Goglu» та «Le Miroir». У березні 1932 року у виданні «Le Miroir» із задоволенням відзначили метеоритний зліт Гітлера на вершину німецької політики завдяки його ненависті до євреїв: «Вперше в сучасній історії уряд офіційно відправить євреїв у вигнання, зруйнує їхню владу і врятує об'єднаний християнський політичний фронт». У своєму випуску від 5 серпня 1932 року газета «Le Goglu» з великою наснагою відгукнулася про результати виборів партії Гітлера на загальних виборах до Райхстагу. Повсюдно, пояснював Аркан, «майбутнє за ультраправими групами». Наприкінці того ж року Аркан з більшим ентузіазмом, ніж будь-коли, розповідав про зростання антисемітизму в Німеччині, Великій Британії, Румунії, Польщі, а також в Угорщині та скандинавських країнах. В офіси «Le Goglu» з усього світу прибуло кілька вкрай правих газет, серед яких були «Nationen», «VarKamps» та «Tidskrift». Аркану також було приємно бачити всюди таку кількість газет, які готували «нові нацистські партії до великого успіху».
У жовтні 1932 року Аркан вперше встановив контакт із Націонал-соціалістичною робітничою партією Німеччини (НСДАП), коли її представник, Курт Людеке, відвідав Монреаль і сказав Аркану, що у двох рухів багато спільного і їм слід співпрацювати. У своєму ж звіті Адольфу Гітлеру про візит Людек описав Аркана як «людину з живим розумом», чий рух набирав все більшу підтримку і був дуже близьким до прем'єр-міністра Беннета. Аркан пообіцяв організувати зустріч між Людеком та Беннетом, і хоча він надіслав Беннету листа з проханням про зустріч із Людеком, запропонована зустріч так і не відбулася.

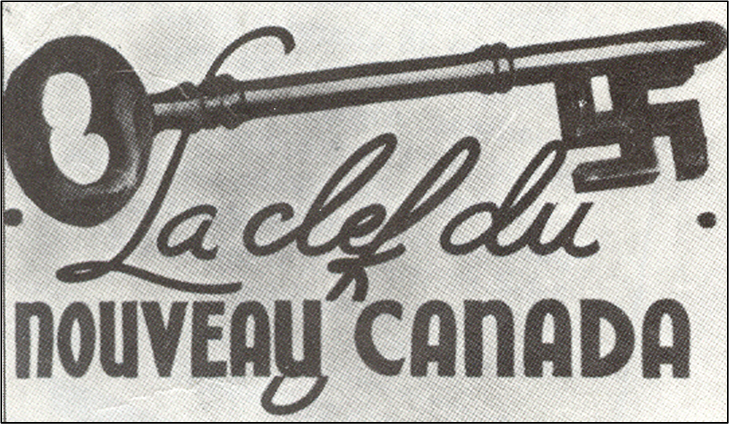
Листівки, що використовувалися партією Аркана

Протягом усієї своєї політичної кар'єри Аркан був прихильником федералізму та англофільства. Він отримував таємне фінансування від лорда Сіденхема з Комба, політика Консервативної партії Великої Британії та видного прихильника фашизму, після того як переклав французькою мовою памфлет Сіденхема «Єврейська світова проблема». Аркан був переконаним прихильником британського фашизму і вів активне листування з ідеологами британських фашистських рухів, включаючи лорда Сіденхема, Генрі Гамільтона Біміша та адмірала сера Баррі Домвіля. З метою формування фашистського керівництва Британської імперії Аркан розпочав листування із сером Освальдом Мослі, лідером Британського союзу фашистів (БСФ), яке тривало аж до його смерті. Більшість статей, які з'являлися в «Le Fasciste Canadien», були перекладами двох журналів Британського союзу фашистів — Action і Blackshirt.
В 1934 році Аркан заснував Націонал-соціальну християнську партію, яка виступала за антикомунізм і вигнання канадських євреїв в район Гудзонової затоки. Ця партія мала своєю емблемою свастику, оточену кленовим листям з канадським бобром у короні. Остання ідея була навіяна його другом, відомим британським родезійським фашистом Генрі Гамільтоном Бімішем, який пропонував відіслати євреїв на Мадагаскар. У Квебеку, партія Адрієна Аркана мала великий успіх і зрештою поширилася на Торонто. У 1938 році Націонал-соціальна християнська партія, Канадський союз фашистів та Канадська націоналістична партія об'єдналися та заснували Партію національної єдності (ПНЄ). Її лідером став Адрієн Аркан. Дружина лідера Адрієна Аркана, Івоньєра, очолювала жіноче відділення партії. Сестра Адрієна очолювала жіночу антикомуністичну лігу Монреаля, яка випустила кілька брошур Аркана, а його теща, мадам Поль Гіг'єр, регулярно виступала на партійних зборах.
Коли Канада вступила у війну проти нацистської Німеччини в 1939 році, рух Аркана припинив своє існування. Його партія була заборонена, а згодом він був заарештований і утримувався в таборі для інтернованих до кінця війни. У Аркана було вилучено значний пакет документів, що стосувалися листування з німецькими нацистами з 1933 року, зокрема до розпорядження поліції потрапили списки членів групи Аркана та інших груп по всій Канаді.
На захист Аркана виступив молодий студент юридичного факультету з Лондона. Цього молодого чоловіка звали П'єр Еліот Трюдо, майбутній прем'єр-міністр Канади. У 1939 він виступив проти застосування Закону про військові заходи. На думку Трюдо, уряд діяв з Арканом «на задвірках закону та всупереч усякої справедливості, без звичайного суду, без адекватного захисту, без передбаченого покарання, без незалежного від виконавчої влади рішення». Захищаючи принципи, які він обстоював, він цим самим діяв наперекір власним принципам. Внаслідок дії Аркана в суді здалися молодому адвокату Трюдо зразковими: «Пан Аркан, його прокурор і його співвинуваті виявляють велику громадянську свідомість, доводячи ці питання до суду; вони заслуговують на глибоку вдячність від усіх тих, хто цінує свободу і справедливість». Аркан кілька разів намагався домогтися, щоб його вислухали в уряді, але марно. Справа затягувалася. Він нічого не зміг досягти. Уряд відхиляв його прохання. У вересні 1958 року через свого адвоката Месалуста Лавері він представив записку «Позови несправедливо інтернованих канадських націоналістів проти уряду Канади». Голова суду Едмунд Деві Фултон тільки й повторював, будучи міністром юстиції та генеральним прокурором Канади, не бачить підстав для своїх претензій. Проте Аркан продовжував наполягати на своєму. Він просив не компенсації, а просто права подати до суду на уряд за «тиранічне, деспотичне та несправедливе» інтернування. Фултон відповів особисто 26 жовтня 1958 року, повідомивши Аркану, що інтернування було проведено відповідно до розділу 21 «Правил оборони Канади» і що він не бачить причин, щоб суд притягав міністра юстиції того часу до суду. Численні наступні листи Аркана, імовірно, залишилися без відповіді.

### Період ув'язнення
Аркан також стверджував, що став жертвою замаху на вбивство, будучи інтернованим. Цей «напад» трапився у Петававі в 1942 році. Хтось, сказав Аркан, посилаючись на «своїх лікарів», хотів отруїти його. За його словами, в інший період його життя хтось уже хотів усунути його чи налякати револьвером чи кулеметом.
На противагу тому, що могли б написати деякі з його малоінформованих шанувальників, Аркан не вважав за краще залишитися в таборі для інтернованих, щоб не бачити у світі успіхи, досягнуті союзниками у спільних військових зусиллях проти держав Осі. Навпаки, він прагнув якнайшвидше вибратися звідти і не впадав у відчай повернути собі свободу шляхом оскарження свого стану. Він кілька разів письмово просив звільнити його, знову і знову висловлюючи свою відданість Канаді та її короні. Щоразу, після побіжного аналізу його послань, рекомендувалося тримати Аркана та його людей під замком.

### Життя після війни
Влітку 1945 року Адрієн Аркан усе ще перебував у в'язниці разом із 72 іншими людьми, яких він вважав прихильниками своїх ідей: 26 франко-канадців, 2 громадян Британських островів, 33 канадці німецького походження, дюжина італійців та кілька інших. Вони були звільнені останніми. Для всіх цих людей, які, як і він, пройшли через випробування таборів, Аркан завжди матиме особливу увагу. У 1966 Аркан навіть опублікує книгу, яка буде присвячена його товаришам за ув'язненням. 3 липня 1945 року, коли його дружина домовилася відвідати його того ж дня, Аркан був звільнений. 4 липня Аркан повернувся у Ланораю до своєї сім'ї. Однак після виходу на волю Адрієн Аркан відновив свою антисемітську діяльність. Аж до своєї смерті у 1967 році він намагався довести справжність теорій змови проти євреїв, заперечував Голокост та звинувачував євреїв у військових злочинах проти палестинців після створення держави Ізраїль у 1948 році.
Коли Кеннет Райт із «The Gazette» зустрівся з Арканом у Ланораї у 1947 році, він був переконаний, що перед ним людина, як ніколи рішуче налаштована на боротьбу за свої ідеї. Аркан зберіг доктринерську цілісність своєї партії, одночасно розвиваючи досягнутий прогрес: «Мої переконання сильні як ніколи, — заявляє він, — і я щасливий, що постраждав за них». Про свої роки ув'язнення Аркан говорить дуже охоче, повторюючи при цьому, що він без вагань повернувся б за колючий дріт, щоб до кінця відстоювати свої ідеї. «Куля в голову на полі бою за ідеали, в які ти віриш, — це смерть солдата». Далеко не засмучений своєю долею, він продемонстрував журналісту самозадоволеність. Журналіст зазначив, що Аркан добре володіє англійською мовою, хоч і з сильним французьким акцентом, а також трохи володіє німецькою та їдишом.
В 1949 Адрієн Аркан спробував відновити свій політичний вплив за допомогою Партії національної єдності, але добитися в цьому успіху йому так і не вдалося. У тому ж році він висунув свою кандидатуру на федеральних виборах у Канаді в окрузі Рішельє-Верхер. Радіо Канади відмовилося продавати йому ефірний час, але він зумів провести ефективну кампанію, використовуючи традиційні засоби: агітацію від дверей до дверей, збори, брошури та листівки. Він отримав 5190 голосів проти 12329 за ліберала Жерара Курнуайє, обраного депутатом. Консервативна партія зі своїм кандидатом P. E. Гертеном набрала всього 473 голоси, а доктор Гертен, який представляв Союз виборців отримав 370 голосів. Аркан посів друге місце. На його користь проголосував більш ніж кожний четвертий виборець.
На виборах 10 серпня 1953 року Аркан знову балотувався до Палати громад. Цього разу він балотувався від Бертьє-Маскінонге-Ланодьєра, округу, створеного в попередньому році. «Якщо я беру участь у виборах, — розповідав він своєму вірному другові Жерару Лем'є, — то тільки тому, що в цьому є впевненість, а не просто для того, щоб спробувати». Партія не висувала жодного іншого кандидата. Аркан, наодинці, користувався мовчазною підтримкою організації «Національна спілка», яка згуртувалася навколо його кандидатури. Для перемоги Аркан розраховував на підтримку від Національної спілки, а також «на молитви вірних друзів та матеріальну допомогу тих, хто може її надати». Офіційне висування Аркана як «націоналістичного» кандидата відбулося в Сен-Бартелемі 27 липня 1953 року. Еме П'єтт, відомий діяч села Сен-Жак, виступив головою виборчої комісії. П'єтт заявив, що його співвітчизники можуть «не ризикувати» з голосуванням за Адрієна Аркана, оскільки він якось стане «більшим, ніж простим депутатом, якщо ми будемо в ньому впевнені». Передвиборне гасло Аркана — це гасло Партії національної єдності: «Канада для канадців!». У своїй передвиборчій рекламі Аркан із гордістю згадував про свої досягнення. Крім того, у його передвиборчій брошурі відзначаються захоплені відгуки про нього, які він отримував упродовж багатьох років від таких фашистських діячів, як від Генрі Гамільтона Біміша та Баррі Домвіля. Він представив себе як затятого противника ідеологів канадського комунізму Тіма Бака, Сема Карра, Фреда Роуза та Омели Карона. В результаті виборів Аркан отримав 7496 голосів, що є досить значним показником. Він знову зайняв друге місце, цього разу позаду ліберала Жозефа Ланглуа. Переможець отримав 10709 голосів. Це були п'яті поспіль федеральні вибори, на яких перемогли ліберали, що, на думку Аркана, було страшною катастрофою.
15 березня 1954 року Аркан виступив перед 200 «бізнесменами», за його словами, насправді дрібними торговцями, керівниками місцевих торгових палат. Його лекція була записана, щоб її можна було використати в інших місцях. Пізніше його запросили виступити ще раз, на інших подібних зборах, де він, як завжди, змішав релігію, антисемітизм та програму боротьби з комунізмом в ім'я корпоратизму.
У 1958 році молодий іммігрант із Швабії на ім'я Ернст Цюндель прибув до Канади. Через деякий час він познайомився з Адрієном Арканом і назвав його провідним політичним мислителем. Цюндель вів розмову з Арканом загалом три з половиною години, проте цього було достатньо, щоб запозичити майже всі його ідеї щодо заперечення Голокосту. У своїх спогадах Цюндель віддав належне Арканові за це. До того ж у 1985 році перед адвокатом Корони, який допитував його в Торонто, Цюндель назвав Аркана «великим канадцем», який допоміг йому викорінити віру в Голокост. Подібно до свого вчителя, Аркана, Цюндель заперечував існування газових камер. 8 листопада 2005 року він став перед судом у Мангаймі, Німеччині, і в результаті був засуджений до тривалого ув'язнення за свою діяльність за заперечення Голокосту.
14 листопада 1965 року Жерар Ланкто, голова місцевого осередку Партії національної єдності, та молоді фашисти руху організували велику вечірку на честь лідера у Центрі-Поль Сові в Монреалі. Близько 800 людей пили та їли на його честь. Івоньєра Аркан каже, що на неї справили враження успіхи Ланкто в ораторському мистецтві, але її чоловік завжди вважав, що вміння переконувати за допомогою ораторського мистецтва — не перша якість його провінційного лідера.
Під час інтерв'ю, яке він дав П'єру Шалоуту з газети «La Patrie» 21 листопада 1965 року, він визнав, що був расистом, але при цьому заперечував, що був антисемітом. «Ні, я не антисеміт! Я просто наголошую, що євреї — антихристи. Вони прагнуть панування над світом. Вони бажають знищити західну цивілізацію. Зі свого боку, понад тридцять п'ять років я борюся за захист західної цивілізації». Ця незрозуміла суперечність була візитною карткою Аркана. Протягом усього свого життя він стикався з цими суперечністями. У ході інтерв'ю, яке відбулося в його будинку в Ланорайї, Аркан сказав, що не є антисемітом, але вважає, що євреї — діти зла. Шалоут відмітив: «Він бачить зло в Канаді у вигляді трилогії, яка складається з юдаїзму, комунізму та сепаратизму».
Надалі Аркан продовжував свою численну діяльність як автор, журналіст і політичний діяч. Проте його здоров'я було остаточно підірвано перебуванням у концентраційному таборі під час арешту в 1940-х. Він сильно захворів у грудні 1966 року, коли опинився прикутим до ліжка з тяжкою нирковою недостатністю. Знадобився діаліз. Івоньєра Аркан тримала новину про важкий стан свого чоловіка у таємниці, оскільки, як вона зауважила, «якщо у лідера просто болить голова, то всі в паніці». Однак протягом двох попередніх років він, дійсно, був нездоровий, без апетиту, виснажений після незначної активності, страждав безсонням та мав ряд набряків. В січні 1967 року Партію національної єдності очолив Жерар Ланкто у зв'язку з тим, що Адрієн Аркан дедалі слабшав.
Незабаром звістка про його хворобу швидко поширилася серед його нечисленних прихильників. Через тяжкість хвороби Аркана довелося на два місяці залишити у лікарні Нотр-Дам на Шербрук-стріт у Монреалі. У лютому 1967 року Аркан заявив, що «саме його віра, а не доза ізотопів повернула його з краю прірви». Канонік Жорж Паннетон, один з його найближчих друзів, сказав, що був радий, коли дізнався про його лікування «завдяки Богоматері Гарабандальській».
Ремісія, незалежно від того, чи була вона божественного походження, була дуже короткою, однак це дало Аркану достатньо часу, щоб подумати про благочестиву поїздку до Іспанії, зокрема в Гарабандал, провідне релігійне туристичне місце для людей, присвячене Діві Марії на початку 1960-х років. У квітні 1967 року хвороба повернулася з новою силою. Аркан був вражений раком гортані, відчував сильний біль. Аркан був повторно госпіталізований до лікарні Нотр-Дам. Інші друзі, які були менш схильні молитися Богу, рекомендували Аркану маленькі таблетки того чи іншого засобу, що відображало широке поширення ентузіазму ультраправих щодо натуральної медицини. Аркан помер 1 серпня 1967 року.
По більшій частині, на смерть Аркана не звернули особливої уваги. Тим не менш, вранці в п'ятницю, 4 серпня, церква в Ланореї була заповнена людьми, які бажали вшанувати пам'ять Аркана. На похороні прозвучало записане на плівку послання молодого Ернста Цюнделя, що свідчить про його повагу до Аркана. Зовні почесна варта віддала нацистський салют. Процесію очолював Джентільє Джієні, який під час Другої світової війни сидів у в'язниці разом із Арканом за керівництво фашистським клубом на вулиці Данте у Монреалі. У виконанні італійського оркестру з Монреалю звучав траурний марш Шопена. Довга низка автомобілів йшла за процесією до цвинтаря.

## У масовій культурі
- У відеогрі Hearts of Iron IV 2016 року у жанрі глобальної стратегії Аркан може стати головою Канади, якщо країна перейде на фашистську ідеологію.
- Адрієн Аркан є одним із персонажів фільму 2016 року «Йогануті», де його роль виконує Гейлі Джоел Осмент.